# قرعة (دهستان)
 قرعه  (در عربی:  القرعة )
دهستانی بزرگی است در عزلهٔ (بنی حسن)، در ناحیه عبس، از توابع استان رَیمه، در کشور یمن در شبه جزیره عربستان. 

## جمعیت
جمعیت این دهستان در حدود ( ۳۷۸۹ نفر و (۱۳ خانوار ) می‌باشد. 

## روستاها
روستاهای توابع این دهستان عبارتند از:
- روستای: بَنی حسَن
- روستای: القزعة
- روستای: العساکر
- روستای: بلاد الطعام
- روستای: بلاد الشرق
- روستای: حَجُور
- روستای: القرع
- روستای: قریة بنی مالک
- روستای: قریة خمر
- روستای: القامل
- روستای: بنو العامی